# Raoul Barrière
Pour les articles homonymes, voir Barrière.
Pas d'image ? Cliquez ici

a Compétitions nationales et continentales officielles uniquement.

b Matchs officiels uniquement.
Raoul Barrière (dit Le Sorcier de Sauclières) né le 3 mars 1928 à Béziers et mort le 8 mars 2019 dans la même ville, est un joueur et entraîneur français de rugby à XV.

## Biographie
Raoul Barrière assuma avec brio le poste de pilier à l'AS Béziers de 1954 à 1963, après avoir porté les couleurs d'Aurillac de 1952 à 1954. 
Il fut tout d'abord professeur d'éducation physique au lycée Henri-IV de Béziers (il côtoya ainsi les tout jeunes Jean-Louis Martin, Olivier Saïsset et Jean-Pierre Hortoland), et il remporta ainsi le premier titre de champion de France de son club en 1961 (et fut finaliste en 1960 et 1962), alors que Pierre Danos était son capitaine, et Raymond Barthès son entraîneur (il sera aussi finaliste du challenge Yves du Manoir l'année du sacre de 1961, et finaliste de la 1re édition du Challenge Béguère en 1962). 
Il arrêta ensuite sa carrière de joueur en 1964. En équipe de France, il fait partie de la tournée en Afrique du Sud de 1958, tournée où il dispute quatre rencontres mais ne dispute aucun des deux test-match.  Il revient fortement impressionné par le jeu des avants Springboks. Il obtient sa seule sélection en test contre la Roumanie en 1960.
Devenu entraîneur à son tour en 1968 (il aura Jean Sarda, trois-quarts centre champion de France en 1971, pour adjoint durant son épopée), il se forgea alors l'un des plus beaux palmarès hexagonaux: championnat de France junior en 1968 (il reconduisit l'ossature de cette équipe pour démarrer la grande aventure biterroise en 1re division à l'aube des années 1970), puis senior en 1971, 1972, 1974, 1975, 1977 et 1978 (finaliste en 1976), et du Manoir en 1972, 1975 et 1977 (finaliste en 1973 et 1978). Il remporta également le Bouclier d'automne en 1970, 1971, 1974, 1976 et 1977 (finaliste en 1972 et 1975).  
Recruté comme entraîneur par le RC Narbonne tout proche (comme Raymond Barthès en son temps) - à la suite d'une crise interne biterroise, où il se brouilla avec les dirigeants et certains joueurs dont Alain Estève, il remporta alors un autre du Manoir, en 1984 (et finaliste en 1982), ainsi qu'une Coupe de France (appellation proprement dite) en 1985. 
Il entraîna aussi le Valence Sportif de 1983 à 1987 (vainqueur du Challenge de l'Espérance en 1987, finaliste en 1984).
Soit : un total (seniors) de 6 championnats (pour 10 finales : Béziers 1+6(f:2+1)), de 4 du Manoir (pour 8 finales : Béziers 3 (f:1+2) + Narbonne 1 (f:1)), et d'1 Coupe de France supplémentaire, + 1 titre national junior.
Il est en outre l'auteur de Le rugby et sa valeur éducative, aux éditions J.Vrin en 1980.
Il décède le 8 mars 2019 à Béziers.

## Hommages
En 1971, il obtient le Prix Pierre-Paul Heckly de l'Académie des sports, pour ses résultats comme entraîneur de l'AS Béziers.
En 2006, Raoul Barrière est fait Chevalier de la Légion d'honneur.
En 2019, quelques jours après son décès, le Stade de la Méditerranée est renommé "Stade Raoul-Barrière".

## Palmarès de joueur
- Champion de France 1961.

## Palmarès d'entraîneur
Vainqueur du Championnat de France de rugby à XV :
- Championnat de France de rugby à XV 1970-1971
- Championnat de France de rugby à XV 1971-1972
- Championnat de France de rugby à XV 1973-1974
- Championnat de France de rugby à XV 1974-1975
- Championnat de France de rugby à XV 1976-1977
- Championnat de France de rugby à XV 1977-1978

Vainqueur du Challenge Yves du Manoir :
- 1972, 1975, 1977 et 1984

Vainqueur du Coupe de France de rugby à XV :
- 1985

Vainqueur du Challenge Jules Cadenat :
- 1969, 1970, 1971, 1973, 1974, 1975, 1977 et 1978

Vainqueur du Bouclier d'automne :
- 1970, 1971, 1974, 1976, 1977 et 1984

Vainqueur du Challenge de l'Espérance :
- 1987.